# Spilosoma pylosa
Spilosoma pylosa là một loài bướm đêm thuộc phân họ Arctiinae, họ Erebidae.